# Cnidoscolus monicanus
Cnidoscolus monicanus là một loài thực vật có hoa trong họ Đại kích. Loài này được J.A.Lomelí, Sahagún & V.W.Steinm. mô tả khoa học đầu tiên năm 2009.